# Giorgio Nobili
Giorgio Nobili (Firenze, 26 dicembre 1863 – Roma, 12 gennaio 1945) è stato un militare e politico italiano.